# Джон Джолі
Джон Джолі (англ. John Joly, 1 листопада 1857 — 8 грудня 1933) — ірландський геолог, один з основоположників радіогеології.
Професор геології і мінералогії Триніті коледжу і Дублінського університету (з 1897), іноземний член-кореспондент АН СРСР (1932), почесний доктор Кембриджського університету.
У своїй доповіді у серпні 1908 р. у м. Дубліні на з'їзді Британської асоціації наук Джолі перший, як геолог, зрозумів і оцінив значення явища радіоактивності як нової властивості багатьох мінералів, як новий метод вивчення структури і властивостей матерії. На з'їзді він знайшов прихильників і послідовників, серед яких був В. І. Вернадський.